# Dhrangadhra
Dhrangadhra ist ein Ort mit etwa 75.000 Einwohnern (Zensus 2011) im indischen Bundesstaat Gujarat. Er liegt im Distrikt Surendranagar.
Dhrangadhra war Hauptstadt des früheren Fürstenstaates Dhrangadhra.